# Na Corberana
Na Corberana és un illot del litoral mallorquí de petites dimensions, amb forma allargada, de 100 metres de llargària per 30 d'amplada i 2900 m², situat a uns 550 al sud-oest de la costa de sa Puntassa (Colònia de Sant Jordi), a l'extrem meridional de la Badia de sa Ràpita. És un illot de poca alçària però de roques escarpades. Degut a la seva gran influència salina del mar, amb prou feines hi ha vegetació i flora terrestre. Pertany al municipi de ses Salines.
Ja sigui perquè es troba davant un cap com perquè es troba en el pas entre els ports de la Colònia de Sant Jordi i Cabrera, el trànsit d'embarcacions hi és abundant, i l'illot representa un perill per a la navegació, especialment la nocturna, car no es troba senyalitzat i la seva alçada sobre el nivell de mar és molt reduïda. Hi ha pas segur entre l'illot i la costa, però en navegació nocturna és millor no córrer riscos i allunyar-se de la costa si no es coneix molt bé la zona.